# انشقاق القمر
انشِقاقُ القَمَر هي إحدى معجزات النبي محمد ﷺ كما ورد في المصادر الإسلامية. حدثت في مكة قبل الهجرة النبوية، عندما طلب المشركون من النبي محمد آية تدلُّ على صدق دعوته، فانشقَّ القمر نصفين (أو فلقتين)، فِلقة على جبل أبي قبيس وفِلقة على جبل قعيقعان.
يؤمن المسلمون بأن هذه الحادثة هي من علامات صدق النبي محمد ﷺ التي اقترنت باقتراب الساعة، إذ ذكر في القرآن في سورة القمر: ﴿اقْتَرَبَتِ السَّاعَةُ وَانْشَقَّ الْقَمَرُ ۝١ وَإِنْ يَرَوْا آيَةً يُعْرِضُوا وَيَقُولُوا سِحْرٌ مُسْتَمِرٌّ ۝٢﴾. وانشقاق القمر دليل على اقتراب القيامة، وقد قال بعض العلماء إن القيامة إذا قامت انشقت السماء بما فيها من القمر وغيره، وقيل انشقاق القمر هو انشقاق الظلمة عنه.

يرى بعض المفسرين والباحثين أن الانشقاق في القرآن يأتي بمعنى انفصال الأشياء بعضها عن بعض، ولا يأتي بمعنى قسم الشيء الواحد إلى قسمين اثنين. ويستشهد هذا التفسير بنظرية أن القمر والأرض قد ظهرا معًا في وقت واحد ومن جسم واحد، وعندما انشق القمر عن الأرض، تحوَّل إلى كتلة صُلبة. أما بعض الباحثين المسلمين في موضوع الإعجاز العلمي فيعتقدون أن هذه الشقوق تؤكد صدق نبي الإسلام محمد، وأنها دليل على أن القرآن نزل من عند الله، لأنه يشير إلى شقوق في القمر قبل اختراع التلسكوب، كما أنهم لجأوا للاستشهاد بالصور التي أطلقتها ناسا عن الأخاديد القمرية.
معظم المؤرخين الغربيين ينكرون وقوع هذه المعجزة محتجين بإنكار القرآن نفسه لحدوث معجزات. ولكن في مقالة نشرت عام 2016 للدكتور توماس ووترز من متحف الطيران الوطني التابع لمؤسسة سميثسونيان، شرح فيها نظريته في أن القمر ينكمش أو يتقلص؛ هذا الانكماش أدى لظهور بروز على سطح القمر نتج من اصطدام جانبي القشرة القمرية معًا نتيجة لتقلص القمر.
وقد تداولت الكثير من مواقع الويب مواضيع الإعجاز العلمي وأصبحت تتداول هذه الصور على نطاقٍ واسع، رُغم تأكيد وكالة ناسا على أنَّه لا يُوجد دليلٌ على انشقاق القمر في أيّ يومٍ من الأيام في الماضي، فالأخاديد على سطحهِ هي ظاهرة طبيعيّة ناتجة عن حادث جيولوجي على القمر. كما ينكر علماء الفضاء وجود دليل علمي على حدوث انشقاق في القمر. ولكن وكالة ناسا أيضًا لم تقدم حتى اليوم تفسيرًا واضحًا لأحد أنواع الشقوق القمرية، ووصفته بأنه «مثير للجدل» و «محل خلاف».

## ذِكر الحادثة

### في القرآن وكلام المفسرين
ذكرت هذه الحادثة في سورة القمر (التي سميت باسمها) في الآية الأولى منها، فقال تعالى: ﴿اقْتَرَبَتِ السَّاعَةُ وَانْشَقَّ الْقَمَرُ ۝١﴾ وسورة القمر هي من السور المكية كما أجمع جمهور المسلمين، وقيل: هي أنها نزلت يوم بدر. وقال مقاتل وهو من قدماء المفسرين: مكية إلا ثلاث آيات. وبحسب المصادر الإسلامية (كتب الحديث النبوي وتفاسير القرآن) فقد حدثت هذه المعجزة في مدينة مكة قبل الهجرة النبوية بخمس سنوات تقريبًا، وإن سبب نزولها هو أن مشركي قريش قالوا للنبي محمد: إن كنت صادقًا فشق لنا القمر فرقتين ووعدوه بالإيمان إن فعل. وكانت تلك الليلة هي الليلة السابقة لغزوة بدر، فطلب النبي محمد من الله أن يؤيده بهذه المعجزة، فانشق القمر حتى أصبح نصفين: نصف على جبل الصفا (أو جبل أبي قبيس) ونصفه على جبل قعيقعان.
أوشك أهل مكة على الإيمان بالنبي محمد وقالوا: آية سماوية لا يُعمل فيها السحر (أي أن ما رآيناه ليس سحرًا بل حقيقة)، فقال أبو جهل (وكان من سادات أهل مكة وأشرافهم): اصبروا حتى تأتينا أهل البوادي (أي يؤكد لنا هذا الخبر أهل البادية) فإن أخبروا بانشقاقه فهو صحيح، وإلا فقد سَحَر محمد أعيننا.
قِدم بعض أهل البادية إلى مكة لاحقًا فأخبروا الناس برؤيتهم لانشقاق القمر، فأعرض أبو جهل عنهم وأنكر عليهم كلامهم ووصف المعجزة بأنها سحر للأعين، فأنزل الله الآية الثانية من السورة: ﴿وَإِنْ يَرَوْا آيَةً يُعْرِضُوا وَيَقُولُوا سِحْرٌ مُسْتَمِرٌّ ۝٢﴾.
وقد أورد المفسرون إثبات هذه المعجزة في كتبهم وأنها حصلت في زمن النبي محمد، وأنه ليس أمرًا سيحدث في المستقبل، وهذا القول للمفسرين تدعمه الأحاديث النبوية وأقوال الصحابة ومن تبعهم، يروي ابن جرير الطبري (وهو من كبار مفسري القرآن) عن مجاهد في قوله: ﴿اقْتَرَبَتِ السَّاعَةُ وَانْشَقَّ الْقَمَرُ ۝١﴾ قال: رأوه منشقًّا، ويقول الزمخشري: «وقد انشق القمر، أي: اقتربت الساعة وقد حصل من آيات اقترابها أن القمر قد انشق، كما تقول: أقبل الأمير وقد جاء المبشر بقدومه». وعن حذيفة أنه خطب بالمدائن ثم قال: «ألا إن الساعة قد اقتربت، وإن القمر قد انشق على عهد نبيكم».
وهذا القول هو الذي عليه جمهور المفسرين، وعلماء أمة الإسلام، يقول حافظ الدين النسفي: «وقيل: معناه ينشقّ يوم القيامة والجمهور على الأول»، أي على الرأي الأول القائل بأن الإنشقاق وقع في زمن النبي محمد. ويقول القرطبي: «وعلى هذا الجمهور من العلماء، ثبت ذلك في صحيح البخاري وغيره من حديث ابن مسعود وابن عمر وأنس وجبير بن مطعم وابن عباس ».
أما قول أن الانشقاق سيكون مستقبلًا، فهذا القول ضعيف ومخالفٌ لقول جمهور العلماء، والنصوص الصحيحة من الأحاديث النبوية، ورؤية الصحابة الثابتة المنقولة بالتواتر، فممن قال من الصحابة «رأيتُه» (أي رأيت انشقاق القمر): عبد الله بن مسعود وجبير بن مطعم، وأخبر به عبد الله بن عمر وأنس وابن عباس وحذيفة بن اليمان. ويقول الثعلبي منكرًا وقوع هذا الحدث في المستقبل: «روى عثمان بن عطاء عن أبيه أن معناه: وسينشقّ القمر، والعلماء على خلافه، والأخبار الصحاح ناطقة بأن هذه الآية قد مضت».
أما ابن تيمية فقال: «أخبر -في سورة القمر- باقتراب الساعة وانشقاق القمر، وانشقاق القمر قد عاينوه وشاهدوه وتواترت به الأخبار، وكان النبي ﷺ يقرأ هذه السورة في المجامع الكبار مثل الجمع والأعياد؛ ليسمع الناس ما فيها من آيات النبوة ودلائلها والاعتبار، وكل الناس يقر ذلك ولا ينكره، فعلم أن انشقاق القمر كان معلوما عند الناس عامة ».

### في السنة النبوية
ذكرت هذه الحادثة أيضا في صحيحي البخاري ومسلم، وهما من كتب الحديث النبوي التي لها مكانة خاصة عند المسلمين، حيث يجمع أغلب المسلمين في العالم تقريبًا على صحة ما ورد فيها من أحاديث، باعتبار أنها نقلت عن النبي محمد مباشرة، وأن الأحاديث المذكورة في هذين الكتابين قد رواها عدد من الصحابة المشهود لهم بالصدق والأمانة.
صحيح البخاري - باب انشقاق القمر
- حدثني عبد الله بن عبد الوهاب، حدثنا بشر بن المفضل، حدثنا سعيد بن أبي عروبة، عن قتادة، عن أنس بن مالك   أن أهل مكة سألوا رسول الله ﷺ أن يريهم آية، فأراهم القمر شقتين، حتى رأوا حرَّاء بينهما.[12]

- حدثنا عبدان، عن أبي حمزة، عن الأعمش، عن إبراهيم، عن أبي معمر، عن عبد الله  قال: «انشق القمر ونحن مع النبي ﷺ بمنى فقال: ”اشهدوا”.» وذهبت فرقة نحو الجبل وقال أبو الضحى عن مسروق عن عبد الله انشق بمكة. وتابعه محمد بن مسلم عن ابن أبي نجيح عن مجاهد عن أبي معمر عن عبد الله.

صحيح مسلم - باب انشقاق القمر
- حدثنا عمرو الناقد، وزهير بن حرب، قالا حدثنا سفيان بن عيينة، عن ابن أبي نجيح عن مجاهد، عن أبي معمر، عن عبد الله، قال: «انشق القمر على عهد رسول الله ﷺ بشقتين، فقال رسول الله ﷺ: ”اشهدوا”.»

- حدثنا أبو بكر بن أبي شيبة، وأبو كريب وإسحاق بن إبراهيم جميعا عن أبي، معاوية ح وحدثنا عمر بن حفص بن غياث، حدثنا أبي كلاهما، عن الأعمش، ح وحدثنا منجاب بن الحارث التميمي، – واللفظ له – أخبرنا ابن مسهر، عن الأعمش، عن إبراهيم، عن أبي معمر، عن عبد الله بن مسعود، قال: «بينما نحن مع رسول الله ﷺ بمنى إذا انفلق القمر فلقتين فكانت فلقة وراء الجبل وفلقة دونه فقال لنا رسول الله ﷺ: ”اشهدوا”.»[13][14]

## في العلم الحديث

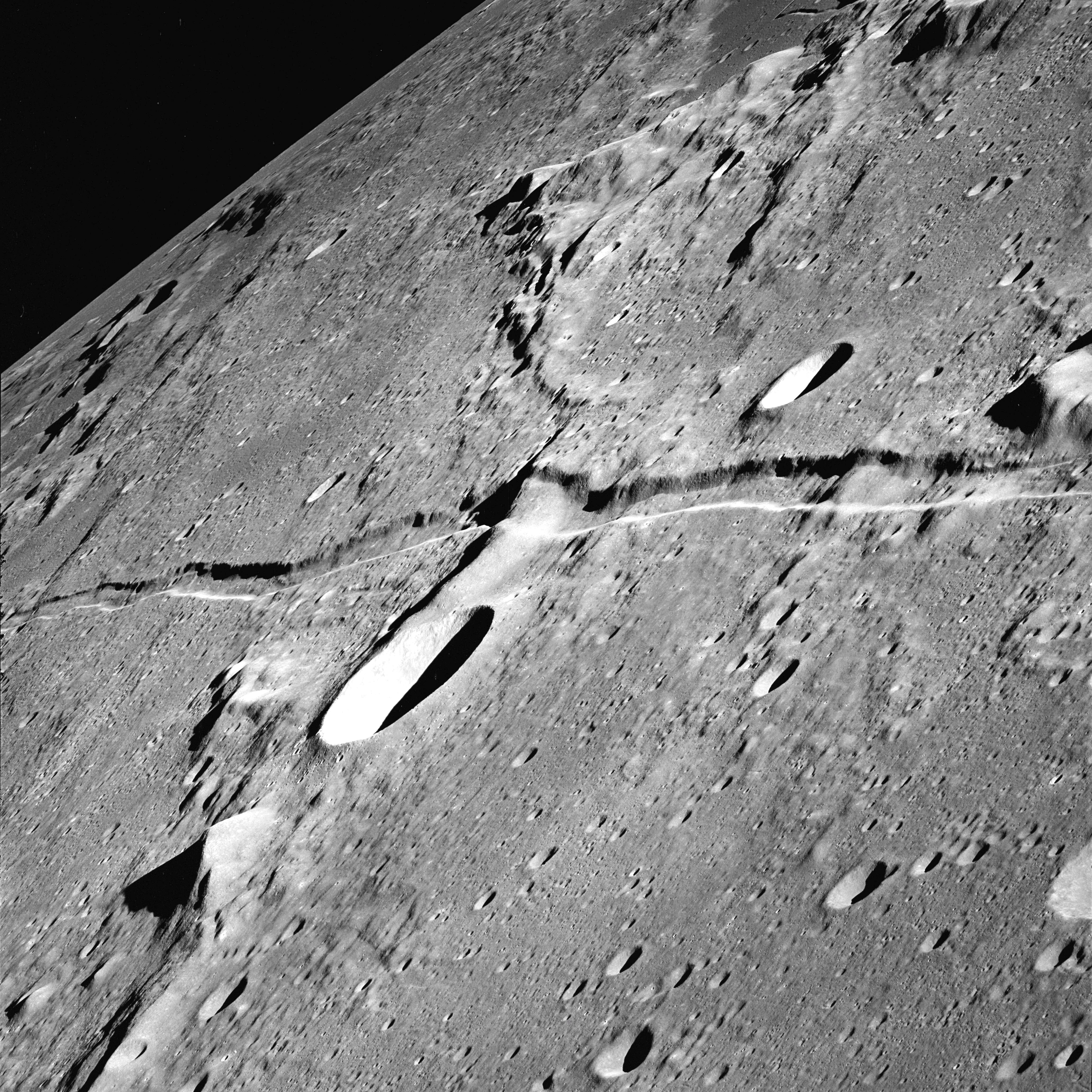
صورة من وكالة ناسا التقطتها المركبة أبولو 10 عامَ 1969م. يظهر فيها أخدود "ريما أرياديوس"، وهو واحد من العديد من الأخاديد القمرية الموجودة على سطح القمر، اِدعت العديد من المنتديات على الإنترنت أنها دليل على انقسام القمر.

على سطح القمر ثلاثةُ أنواع من الشقوق (الأخاديد القمرية)، وتختلف حسب شكلها وطريقة تكوينها وهي:
- الأخاديد الجيبية (Sinuous rilles): وهو نوع من الشقوق يشبه المسار المتعرج للأنهار التي تتدفق على سطح كوكب الأرض. يعتقد العلماء أن منشأ هذه الشقوق هو بقايا أنابيب الحمم المنهارة، أو تدفقات الحمم البركانية (اللافا) للبراكين التي كانت نشطة على سطح القمر سابقاً.[16] ومن الأمثلة على هذا النوع من الشقوق: شق وادي شروتر[الإنجليزية]، وشق ريما هادلي الذي زاره رواد الفضاء في مهمة أبولو 15.

- الأخاديد المنحنية (Arcuate rilles): وهذا النوع من الشقوق يشبه الأخاديد الجيبية ولكن مساره له انحناءات طفيفة ويوجد في بحار القمر. يعتقد العلماء أن هذا النوع من الشقوق قد تكون عندما بردت اللافا المتدفقة من البراكين وأذابت سطح القمر مكونة ما يشبه القنوات.[2][17]

- الأخاديد المستقيمة (Straight rilles): وهذا النوع من الشقوق له مسار طويل ومستقيم. يُعتقد أن هذا النوع من الشقوق قد تكون بسبب الصدوع الأخدودية. ومن الأمثلة على هذا النوع من الشقوق هو شق ريما أرياديوس[الإنجليزية] الذي يزيد طوله على 300 كم.[2][18]

في يونيو 2010م، طرح أحد الأشخاص سؤالاً عن انشقاق القمر على الموقع الإلكتروني لوكالة الفضاء الأمريكية (ناسا) يقول فيه: «لقد أجبتم عن هذا السؤال سابقا في أغسطس 2009م ولكني أود الخوض في مزيد من التفاصيل. حيث ذكر على أحد المواقع الإلكترونية أن الله شق القمر إلى قسمين بناءً على طلب النبي محمد وأن هناك شقوق على القمر وثقت من قبل العلماء الأمريكيين وهو دليل على المعجزة. هل هناك أي حقيقة في أي من هذه الادعاءات؟»
أجابت وكالة ناسا على لسان براد بيلي نائب مدير معهد ناسا للبيولوجيا الفلكية وقال: «توصيتي هي ألا تصدق كل ما تقرأه على الإنترنت. الأوراق التي تمت مراجعتها من قبل الزملاء هي المصادر الوحيدة الصالحة علميًا للمعلومات المتوفرة. لا يوجد دليل علمي حالي يشير إلى انقسام القمر إلى جزأين (أو أكثر) ثم أعيد تجميعه في أي وقت في الماضي.»
يذكر أن أرشيف وكالة ناسا كان قد نشر صورة لها ترميز (AS17-3128) التقطتها مهمة أبولو 11 عام 1969م، يَظهر فيها أحد الشقوق القمرية أو (الأخاديد القمرية). علقت وكالة ناسا على هذه الصورة وذكرت أن هذا الأخدود هو جزء من شق يبلغ طوله 300 كم، بينما لم تقدم الوكالة تفسيرًا علميًا واضحًا لظهور هذا الشق الذي وصفته بأنه مثير للجدل، تقول الوكالة على موقعها الرسمي:
| انشقاق القمر | لا يزال أصل الشقوق المتعرجة (الشقوق الجيبية) القمرية مثيرًا للجدل. ومن بين التفسيرات المقترحة هو الحمم البركانية وأنابيب الحمم البركانية، لكن وجود الكسور واضح بما لا يدع مجالا للشك في بعض الأماكن. ومع ذلك، يبدو أن نوعًا ما من التآكل الذي سببته السوائل هو المسؤول عن تكوين العديد من الحواف ذات الجدران المتوازية تمامًا، والتي تمت إزالة المواد منها؛ قد تكون الحمم البركانية هي أكثر العوامل المعقولة للتآكل، حيث لا يوجد دليل على وجود الماء في العينات القمرية. | انشقاق القمر |

## في الحضارات القديمة

إنشقاق القمر عند المايا حسب ما ورد في مخطوطة مدريد.

سجلت حضارة المايا انشقاق القمر لديهم في 9 فبراير/شباط 623م، فقد ورد في مخطوطة مدريد حول كوبان إحدى أشهر مدن حضارة المايا في العصر الحديث (من 300 إلى 900م)، رسمة قمر منقسم بحروف رسومية صغيرة في السجل العلوي للصفحات 91-92. وقد كان المايا يصورون الهة القمر على شكل امرأة، والمناطق الداكنة على القمر على شكل أرنب لأنها تشبه الأرنب، وسجلوا انشقاق رأس الأرنب نصفين مع علامات استفهام حول أذنيه، وحدوث زلازل أثناء ولادة إلهة القمر قمرا جديدا، ثم تدخلت الهة القمر لإعادته لوضعه الطبيعي.
وقد تمكن الإنسان في القرن السابع من تسجيل تغيير كاسح وواسع للتقويم في كوبان والصين وبابل، وقد تغير تقويم بلاد فارس كذلك في 623م، حيث أصبح أول سنة في التقويم الفارسي تبدأ من هذا العام الميلادي. وهناك مخطوطة فارسية تتضمن صورة بها رجل يشير إلى وجه قمر منقسم في السماء، ونفس الحدث مسجل في مخطوطة مدريد صفحات 91-92 و93.
وتذكر الوثائق التاريخية أن ملكا من مالابارا جنوب الهند يُلقب بـ "شيرمان بيورمال" رأى انشقاق القمر في الأفق، وكأنه في حلم ولم يعطه المفسرون والمنجمون تفسيرا مقنعا، حتى أتاهم تجار عرب كانوا متمسكين دينيا ورَوَوْا له قصة انشقاق القمر، فأخبرهم الملك أنه فعلا شاهد القمر، وأقنعوه بالذهاب لمكة واعتناق الإسلام. وذهب الملك إلى مكة لكنه توفي في طريق العودة، وقصته تم توثيقها في عدة كتب موجودة في مكتب الهند بلندن، كما ذكرت المصادر الإسلامية نفس القصة. أتباع الملك بنوا مسجدا بإسمه "شيرمان" بعد وفاته وهو في طريق العودة، وهذا المسجد موجود إلى الآن في كودونغالور بولاية كيرلا الهندية، ويرجع تاريخ بنائه إلى 629م، أي بعد إنشقاق القمر بخمس سنوات.
كما أن هناك دليلا في التقليد الصيني وهو عيد انشقاق القمر، وتشير الدراسات أن هذا التقليد يعود إلى سلالة تانغ (618م – 907م)، وقد أصبح مهرجانًا وطنيًا معترفًا به رسميًا. والتاريخ قريب جدا من حادثة انشقاق القمر.

## الجدال حول الحادثة

### انتقادات

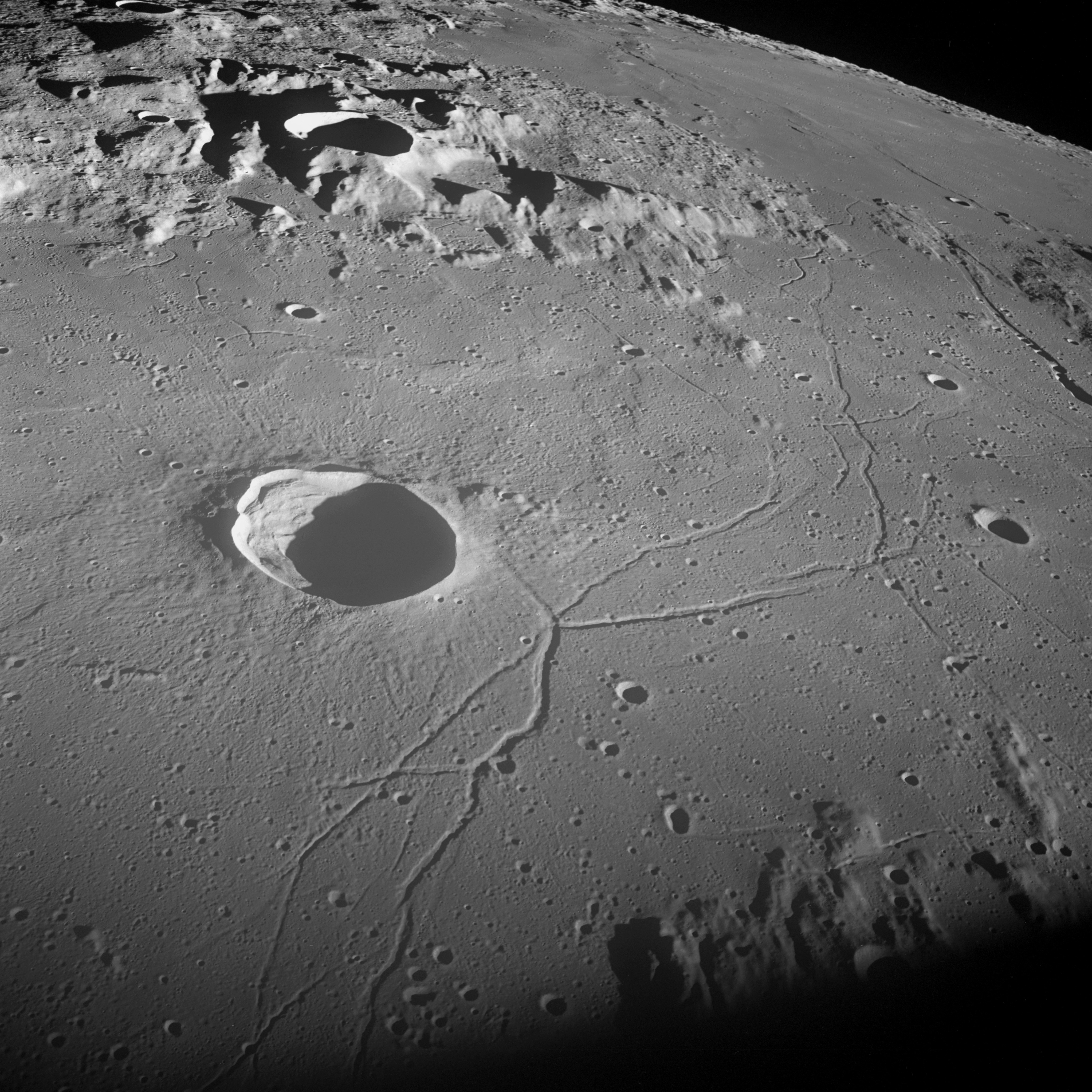
صورة لسطح القمر التقطتها مهمة أبولو 10. يظهر فيها شقوق قمرية وفوهات (المصدر: وكالة ناسا).

تعرضت هذه الحادثة (أو المعجزة كما يسميها المسلمون) لانتقادات عديدة من جهة، والتشكيك في صحتها من جهة أخرى. وقد أثيرت العديد من التساؤلات حولها، وعن مدى صحتها ومصداقيتها في ميزان العلم الحديث. وقد رد علماء المسلمين على الشبهات التي أثيرت حول هذه الحادثة، وأجابوا عن التساؤلات التي طرحت حولها. ولكن الجدل لا زال مستمرا حتى اليوم بين من يعتبرون العلم الحديث هو المصدر الوحيد والموثوق للتأكيد على وقوع مثل هذه الأحداث، وبين المسلمين الذين يرفضون التشكيك بهذه الحادثة معتبرين أنها ذكرت في أقدس الكتب عندهم.
يعتمد نقّاد هذا الاعتقاد على أمور منها:
1. لم يُذكر انشقاق القمر في أي مرجع تاريخي سوى الإسلامي منها.[37] فمما لا شك فيه أن ظاهرة على هذا المستوى الكوني كانت ستلاحظ من كل الشعوب المتحضرة في ذلك الزمن. وعلى سبيل المثال، فإن ظاهرة ارتطام النيازك بالأرض في منطقة معينة، تعيش ذكراها في الكتب الرسمية والحكايات الشعبية لشعوب تلك المنطقة. ومن الأمثلة على ذلك كسوف الشمس الذي وقع في حياة نبي الإسلام محمد بن عبد الله. فالبرغم من ضآلة هذا الحدث مقارنة بحادث انشقاق القمر، فإنه مذكور بشكل تفصيلي في الكثير من الأحاديث. ويعد أول من وجه هذا النوع من الانتقادات المعتزلة. [بحاجة لمصدر]
2. الشقوق الموجودة في القمر لا تدور حول القمر كله كما من المفروض ان يحدث عند انشقاق أي جسم كروي، بل أنها تغطي فقط 2% من محيط القمر.[38]
3. من أجل ظهور شق في القمر على الأرض يجب أن يبتعد جزءا القمر مسافة كبيرة جداً، ومن ثم الالتحام. لا توجد أي أدلة على القوة العملاقة التي قامت بذلك (جبال، وديان، أماكن غير متناسقة) لتدل على مكان الانشقاق أو الالتحام.[2]
4. لم يذكر القرآن معجزة انشقاق القمر بشكل واضح وصريح كما ذكر معجزات أخرى أقل شأناً منها مثل انشقاق البحر لبني إسرائيل أو إنزال المائدة من السماء على النبي عيسى وقومه ولم يندد بالكفار الذين كذبوا بهذه المعجزة ولم يتوعدهم بالعذاب الأليم بل إن الآية المذكورة لا تشير إلى حدوث أية معجزة «اقتربت الساعة وانشق القمر». [بحاجة لمصدر]
5. يتحدث هذا الرابط عن علاقة الغلاف الجوي بالصخور، ومنه أشير إلى أن مثل هذا الانشقاق لا يمكن أن يحدث طبيعياً من دون غلاف جوي وماء والجميع يعلم أن القمر ليس له غلاف جوي "atmosphere" مطلقاً وكذلك لا يوجد ماء، مما يجعل عملية الانشقاق مستحيلة. [بحاجة لمصدر]
6. أحدث شق من هذه الشقوق تكون من 100 مليون عام. [بحاجة لمصدر]

### الرد على الانتقادات
أجاب علماء المسلمين عن الشبهات التي أُثيرَت حول هذه الحادثة ومنهم الشيخ محمد صالح المنجد حيث قال: إن جميع المفسرين متفقين على وقوع الحادثة في زمن النبي محمد، إلا أن قوما شذوا عن هذا القول فقالوا: سينشق يوم القيامة. وهذا القول الشاذ لا يقاوم الإجماع؛ ففي القرآن: ﴿وَانْشَقَّ﴾ وهو لفظ ماض وفي القرآن أيضا فإن آية: ﴿وَإِنْ يَرَوْا آيَةً يُعْرِضُوا﴾ دليل على أنه قد حدث ووقع وانتهى. وقد روى هذا الحديث جماعة من الصحابة منهم: عبد الله بن مسعود، وأنس، وابن عباس، وابن عمر، وحذيفة، وعلي، وجبير بن مطعم، وغيرهم. وروى ذلك عن الصحابة أمثالهم من التابعين، ونقله عدد كبير من الناس عن بعضهم.
ويقول الشيخ محمد أيضا : «وقد سعى بعض الناس من القديم في التشكيك في هذه الحادثة، واستبعاد حصولها؛ بحجة أن القمر يشترك جميع البشر في رؤيته، فلو انشق في الحقيقة لرآه جميع سكان الأرض ولتناقلوا هذا الحدث العظيم، ولسطروه في كتبهم، لكن هذا كله لا نعلم له وجود، فهذه الحادثة لا تعرف إلا من جهة المسلمين فقط.»
وقد رد الشيخ محمد صالح المنجد على هذه الشبهة بقوله:
«أن هذه القضية يجب أن تفهم على ضوء طبيعة حياة الناس في ذلك الزمن، حيث كان الليل محلا للسكن والقرار، ولم يكن كزمننا هذا شبيها بالنهار، حيث وقعت هذه الحادثة بطلب من كفار قريش، فهم المقصودون بهذه المعجزة وليس كل البشر في ذلك الوقت، والدليل هو قول أنس بن مالك: "أَنَّ أَهْلَ مَكَّةَ سَأَلُوا رَسُولَ اللَّهِ  أَنْ يُرِيَهُمْ آيَةً، فَأَرَاهُمُ انْشِقَاقَ القَمَرِ".»
ويضيف الشيخ محمد قائلا: «وإذا كان هذا هو الحاصل، فمن الطبيعي أن تغيب هذه الحادثة عن أغلب سكان الأرض في ذلك الزمن، لأن بداية الليل في مكة يقابلها منتصف الليل أو ما يقاربه في معظم بلاد الشرق أي أنهم يكونون في نوم عميق، ومن كان ساهرا فلا شك أنه يكون قارا داخل سكنه، وأما البلاد الواقعة في غرب مكة، فيكون أغلبها في ذلك الوقت مازال في النهار لم يدخل عليه الليل بعد، والظاهر المتبادر إلى الذهن من هذه الحادثة أنها كانت للحظات ولم تبق زمنا طويلا أو الليل كله، فلهذا لا إشكال أن ينتبه إلى هذه الحادثة سكان مكة، لأنهم كانوا منتظرين لها، ويغفل عنها باقي الناس لما سبق بيانه.»
أما أبو سليمان الخطابي وهو أحد كبار أئمة الشافعية فيقول:
«هذا شيء طلبه قوم خاصٌّ من أهل مكة على ما رواه أنس بن مالك، فأراهم النبي  ذلك ليلاً لأن القمر آية الليل، ولا سلطان له بالنهار، وأكثر الناس في الليل تنام ومُستكنُّون بأبنية وحجب، والأيقاظ البارزون منهم في البوادي والصَّحارى، قد يتفق أن يكونوا في ذلك الوقت مشاغيل بما يُلهيهم من سمر وحديث، وبما يهمّهم من شغل ومهنة، ولا يجوز أن يكونوا لا يزالون مقنعي رؤوسهم، رافعين لها إلى السماء مترصِّدين مركز القمر من الفلك، لا يغفلون عنه، حتى إذا حدث بجرم القمر حدثٌ من الانشقاق: أبصروه في وقت انشقاقه، قبل التئامه واتِّساقه. وكثيراً ما يقع للقمر الكسوف، فلا يشعر به الناس، حتى يخبرهم الآحاد منهم والأفراد من جماعتهم.»

صورة متحركة تُظهر كيف تختلف رؤية كسوف الشمس من منطقة لأخرى. حيث يشاهد الكسوف في مناطق ولا يرى في مناطق أخرى.

أي أن ما يقصده الخطابي بكلامه هو أن هذه الحادثة وقعت ليلا وشاهدها عدد محدود من الناس بينما كان باقي الناس نياماً. أما النصف الآخر من الكرة الأرضية فقد كان يسوده النهار وهذه الحادثة لا ترى نهارا، وهو ما يفسر عدم رؤية جميع سكان الأرض لهذا الحدث وعدم توثيقهم لها في كتبهم.
يذكر المفسرون أيضا سبب عدم توثيق هذه الحادثة عند الأمم الأخرى بأن ظهور القمر ورؤيته لا يتساوى فيه كل الناس، فقد يُرى في بلد ولا يرى في الأخرى، بسبب الغيوم أو الضباب واختلاف زوايا الرؤية الناتجة عن الاختلاف في خطوط الطول وغيره، مستشهدين بذلك على حوادث فلكية مماثلة مثل كسوف الشمس (الكسوف الحلقي)، الذي وقع في 10 يونيو 2021م، حيث أتيحت مشاهدة هذا الحدث لعدد قليل من سكان أعلى خطوط العرض في منطقة توازي حوالي 2 بالمئة من مساحة الأرض، وهي شمال غرب كندا وأقصى شمال روسيا وشمال غرب غرينلاند، أما سكان المناطق الأخرى فقد رَأَوْه بشكل جزئي، بينما لم يره البعض إطلاقا (خصوصا العالم العربي)، فعدم رؤية سكان الوطن العربي للحدث لا ينفي عدم وقوعه.
أما القرطبي فقال: «وقد استبعد هذا كثير من الملاحدة، وبعض أهل الملة، من حيث إنه لو كان كذلك، لَلَزِمَ مشاركة جميع أهل الأرض في إدراك ذلك؟
والجواب: أن هذا إنما كان يلزم، لو استوى أهل الأرض في إدراك مطالعه في وقت واحد، وليس الأمر كذلك، فإنه يطلع على قوم، قبل طلوعه على آخرين.
وأيضا: فإنما كان يلزم ذلك، لو طال زمان الانشقاق، وتوفرت الدواعي على الاعتناء بالنظر إليه، ولم يكن شيء من ذلك، وإنما كان ذلك في زمن قصير، شاهده من نُبِّه له ...
ثم إنها كانت آية ليلية، وعادة الناس في الليل كونهم في بيوتهم نائمين، ومعرضين عن الالتفات إلى السماء إلا الآحاد منهم، وقد يكون منهم من شاهد ذلك، فظنه سحابا حائلاً، أو خيالا حائلا.
وعلى الجملة: فالموانع من ذلك لا تنحصر، ولا تنضبط. والذي يحسم مادة الخلاف بين أهل ملتنا أن نقول: لا بعد في أن يكون الله تعالى خرق العادة في ذلك الوقت، فصرف جميع أهل الأرض عن الالتفات إلى القمر في تلك الساعة، لتختص مشاهدة تلك الآية بأهل مكة، كما اختصوا بمشاهدة آياته؛ كحنين الجذع، وتسبيح الحصى، وكلام الشجر، إلى غير ذلك من الخوارق التي شاهدوها، ونقلوها إلى غيرهم.»
أيضا فأنه لا يعرف عمن عاصر ذلك الزمن أو قاربه من المؤرخين من نفى وقوع هذه الحادثة، وهذا دليل على حدوثها، حيث يقول الحافظ ابن حجر: «وأما من سأل عن السبب في كون أهل التنجيم لم يذكروه، فجوابه: أنه لم ينقل عن أحد منهم أنه نفاه، وهذا كاف»
كما لا يستبعد أن يكون رآه بعض الناس في أماكن شتى خارج بلاد العرب، ودوّن في كتبهم، لكن لعدم كثرة المشاهدين له، لم يأخذه من جاء بعدهم على محمل اليقين، وجعله من جملة الأساطير، فَتُنُوسِيَ الخبر، ولم يتناقله الكُتَّاب بعدهم، فضاعت المصادر الأولى أو بقيت لكن مغمورة لا ينتبه إليها.